# Mazurskie Towarzystwo Ewangelickie
Mazurskie Towarzystwo Ewangelickie (MTE) – stowarzyszenie społeczno-kulturalne założone w Olsztynie w 1999 r.
Inicjatywa założenia stowarzyszenia społeczno-kulturalnego zrzeszającego ewangelików związanych z Mazurami, wyszła od biskupa diecezji mazurskiej Kościoła Ewangelicko-Augsburskiego w RP, ks. Rudolfa Bażanowskiego, na początku 1999 r. Zawiązała się wówczas grupa inicjatywna w składzie: ks. bp. Rudolf Bażanowski, prof. Jan Kisza, Erwin Kruk i dr Alfred Czesla. Zespół ten opracował statut MTE.
29 kwietnia 1999 w kaplicy ewangelickiej w Olsztynie, przy udziale 27 osób, odbyło się zebranie założycielskie Towarzystwa. Uchwalono na nim statut oraz wybrano władze. Pierwszym prezesem MTE, obecnie pełniącym tę funkcję już w trzeciej kadencji, jest mazurski pisarz i poeta, Erwin Kruk.
Aktywność Mazurskiego Towarzystwa Ewangelickiego objawia się w organizacji spotkań z wybitnymi Mazurami, jak i działalności wydawniczej, skupionej na publikacji prac dotyczących historii Mazur i ewangelicyzmu na Mazurach, literatury wspomnieniowej, czy dorobku twórców mazurskich (Erwin Kruk, Hieronim Skurpski).

## Publikacje Mazurskiego Towarzystwa Ewangelickiego
- Ewangelicy na Warmii i Mazurach – dzieje i współczesność (red. E. Kruk), Olsztyn 2001.
- Kruk E., Ewangelicy w Olsztynie. Z dziejów parafii w latach 1772-2002, Olsztyn 2002.
- Kruk E., Szkice z mazurskiego brulionu, Olsztyn 2003.
- Jagucki A., Mazurskie dole i niedole. Wspomnienia i refleksje z lat pracy na Mazurach, Olsztyn 2004.
- Hieronim Skurpski (red. E. Kruk), Olsztyn 2004 [album].
- Kruk E., Znikanie, Olsztyn 2005 [wiersze].
- Ewangeliccy duchowni i parafianie. Powojenne lata w Olsztynie i na Mazurach, Olsztyn 2007.